# Площадь Павших Борцов
Пло́щадь Па́вших Борцо́в — центральная площадь Волгограда. В плане имеет т-образную форму, своеобразна по своей планировке и застройке. Архитектура зданий на площади решена на основе единого приёма: на высокую, в три этажа, глубоко рустованную стену поднята венчающая часть зданий с ритмичным рядом пилястр коринфского ордера, что придаёт ансамблю площади строгую выразительность и мемориальный характер. Часть площади занимает сквер, обрамляющий братские могилы павших героев Царицына и Сталинграда, переходящий в аллею Героев.
Комплекс застройки площади Павших Борцов авторства архитекторов В. Н. Симбирцева и Е. И. Левитана является памятником архитектуры и градостроительства регионального значения:№ 408. Кроме того, в границах площади находится памятник истории федерального значения — «Памятное место, где 31 января 1943 г. войска Донского фронта под командованием генерал-полковника Рокоссовского Константина Константиновича завершили разгром южной группы войск фашистской Германии, окружённой в районе Сталинграда, и водрузили Красное знамя Победы». Статус объектов культурного наследия Российской Федерации имеет и большая часть расположенных на ней строений по отдельности.

## История

### До революции

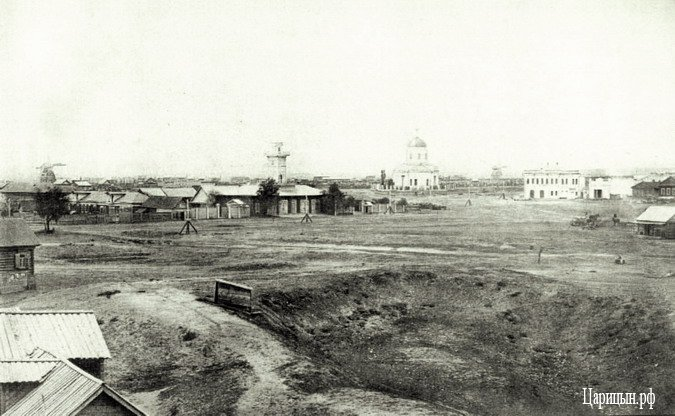
Городская площадь Царицына в 70-е годы XIX века

До середины XIX века участок, на котором находятся современная площадь Павших Борцов и аллея Героев, был занят оврагом, тянувшимся от реки Царицы, но позже засыпанным при помощи подручных материалов. Первым значимым сооружением на площади стала деревянная пожарная каланча, построенная приблизительно в 1854 году на месте входа в современный Медицинский университет. Площадь, носившая в то время название Городской, служила местом для базарной торговли, в дальнейшем на ней стали также появляться купеческие магазины, кабаки, дома состоятельных царицан.
4 апреля 1882 года была освящена каменная часовня Александра Невского, воздвигнутая на Городской площади в память об Императоре Александре II, погибшем годом ранее, а 22 октября 1888 года Царицынской городской думой было принято решение о постройке Александро-Невского собора с целью увековечить чудесное спасение Императора Александра III и его семьи, выживших после крушения поезда. С этого времени Городская площадь именовалась Александровской. Первый камень собора был заложен 22 апреля 1901 года, освящение прошло 19 мая 1918 года.

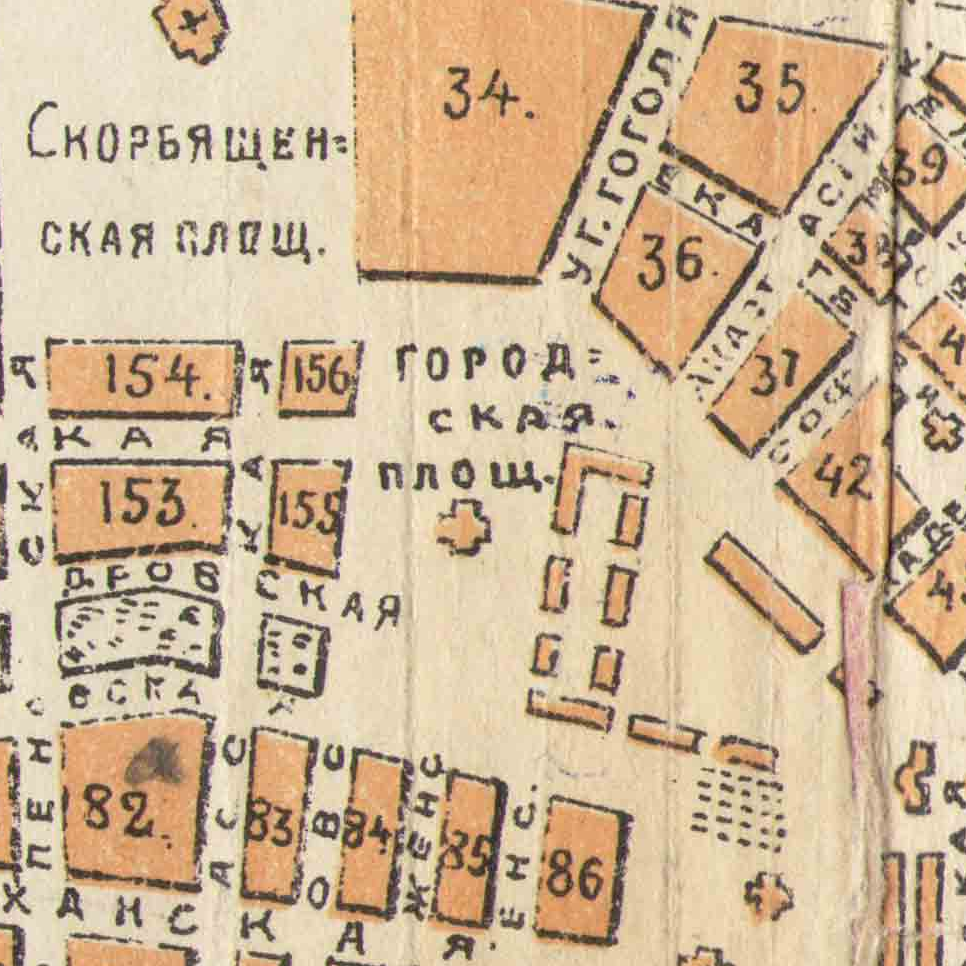
Городская площадь на плане Царицына, 1909 год

1 мая 1906 года на Александровской площади произошёл инцидент, унёсший жизни нескольких горожан. Незадолго до события по городу ходили слухи о планируемой всеобщей забастовке; непосредственно 1 мая на работу не вышли рабочие нескольких крупных заводов. К вечеру невдалеке от площади с пением песен проходил к сборному пункту отряд мобилизованных ополченцев, принятый полицмейстером за толпу демонстрантов. Присланный на место отряд казаков стал разгонять людей нагайками. К тому времени, когда стало известно, что отряд состоит из ополченцев, уже собралась толпа в несколько тысяч человек, из которой стали стрелять и бросать в полицию камни. В ответ полиция открыла по толпе огонь, в результате чего 8 человек получили тяжёлые ранения, для четверых они оказались смертельными.
В 1909 году в городе отмечалось столетие Н. В. Гоголя, во время которого собирались добровольные пожертвования на установку памятника. Летом 1910 года перед строящимся Александро-Невским собором в честь писателя был установлен первый в городе памятник. Кроме того, в честь Гоголя были переименованы Елизаветинская улица и сквер, в котором памятник был размещён.
2 июня 1913 года в северо-западной части площади был заложен дом Науки и искусств (ныне — здание Нового экспериментального театра). 20 декабря 1915 года состоялось его торжественное открытие, в дальнейшем в здании размещались музыкальные классы, библиотека, краеведческий музей, давались спектакли и проводились лекции.
Летом 1919 года в ходе боёв за Царицын во время Гражданской войны городом завладели войска П. Н. Врангеля. 20 июня на Александровской площади состоялся первый в истории Кавказской армии парад. Командовал парадом П. Н. Врангель, принимал парад А. И. Деникин. Когда Красной армии вновь удалось занять Царицын 8 февраля 1920 года, на площади состоялись похороны 55 погибших революционеров, с этого времени площадь стала называться площадью Павших Борцов Революции. 3 мая 1923 года на месте захоронения был открыт памятник, на одной стороне которого имелась надпись «От пролетариата Красного Царицына борцам за свободу, павшим в 1919 году от рук врангелевских палачей», на другой стороне говорилось о том, что царицынский пролетариат свято хранит заветы своих погибших товарищей. Памятник находился на оси улицы Московской, ближе к углу гостиницы «Столичные номера» (ныне — «Волгоград»).

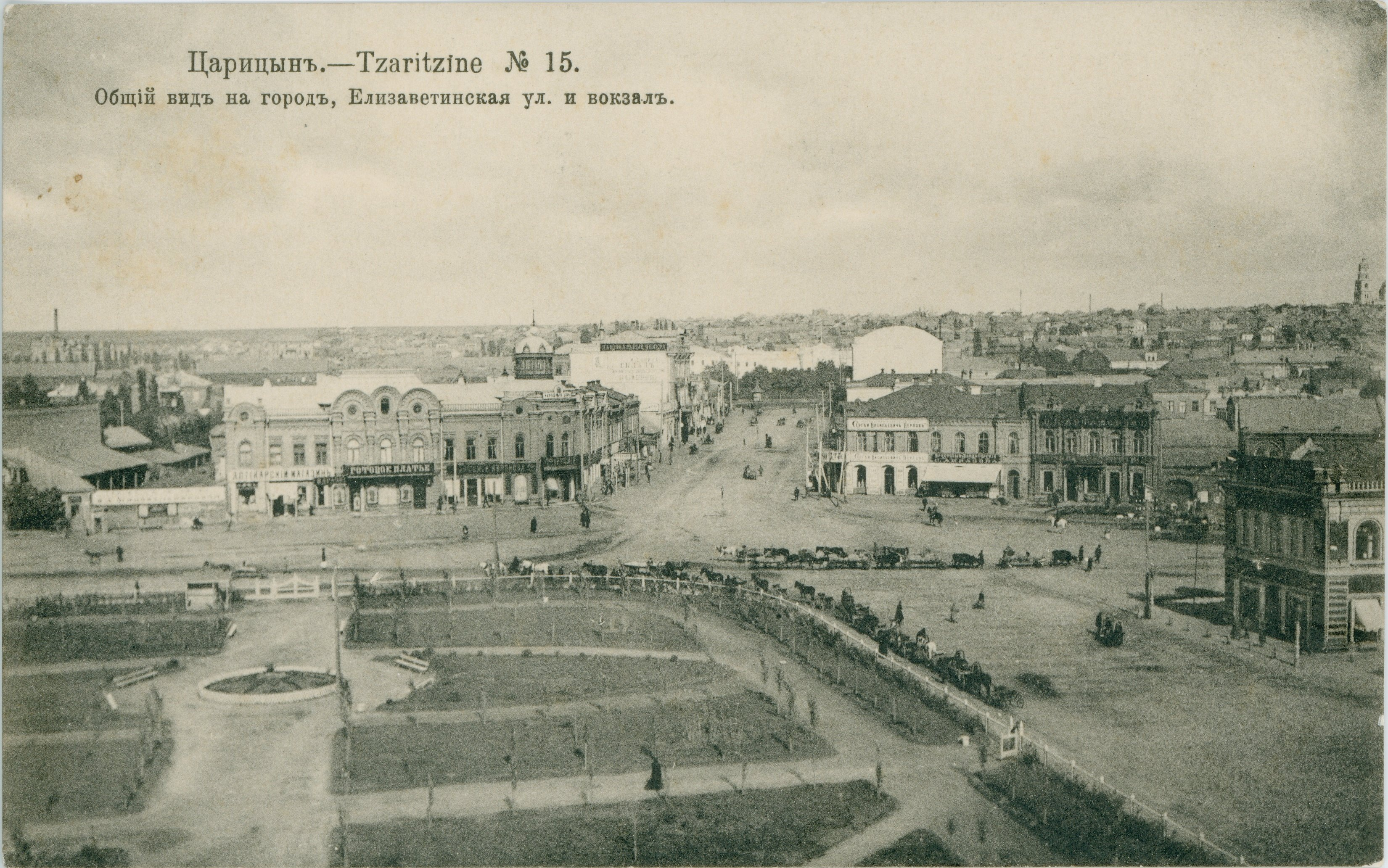
Вид на Александровскую площадь со строящегося Александро-Невского собора в начале XX века
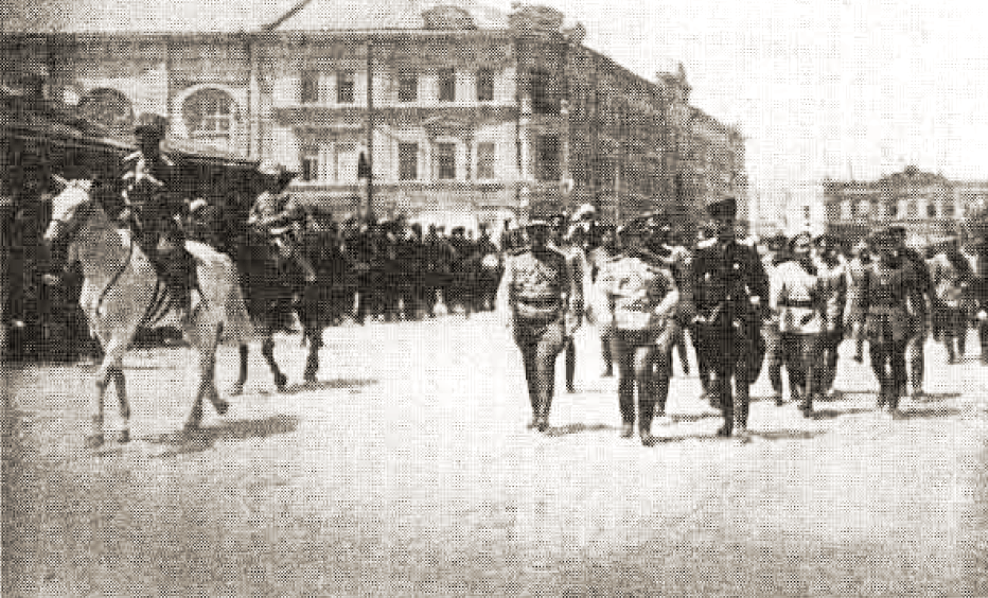
Парад ВСЮР на Александровской площади 3 июля 1919 года, на заднем плане — здание гостиницы «Столичные номера»
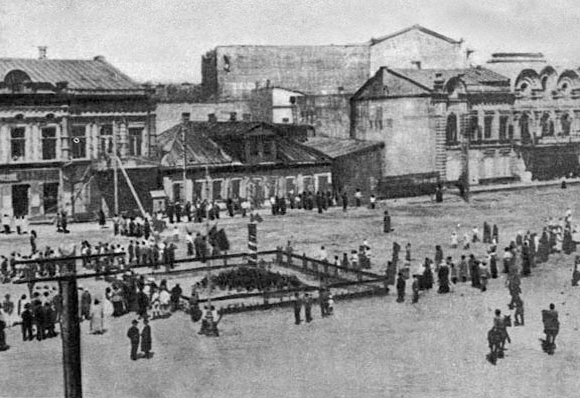
Братская могила до установки обелиска

### Между войнами
1 мая 1925 года на площади был открыт памятник Ленину работы ленинградского скульптора В. В. Козлова. Он располагался у входа в садик рядом с Александро-Невским собором, вблизи от нынешнего места нахождения медицинского университета. Памятник был выполнен в конструктивистской манере и представлял собой бронзовую скульптуру Ленина в будничном костюме и с высоко поднятой правой рукой, стоящего на огромном резном болте, размещённом на высоком бетонном постаменте.
Начало активного формирования нового архитектурного ансамбля площади Павших Борцов относится в 1928 году, когда было завершено проектирование и начато строительство первого нового здания — пятиэтажного дома Городского коммунального отдела (Горко). Строительство было завершено в 1930 году, в дальнейшем он назывался «Вторым домом Советов», но получил известность как Дом лётчиков после пристройки к нему в 1931 году училища лётчиков в новом для центра Сталинграда архитектурного стиля — конструктивизме.
В 1932 году административный центр Нижне-Волжского края был перенесён из Саратова в Сталинград, что придало строительству новый импульс в связи с необходимостью размещения переводимых из Саратова учреждений и расселения их сотрудников. Был надстроен четвёртым этажом 1-й дом Советов (также известный как Дом коммуны, ранее — гостиница «Сталинградская»). В том же году на центральной оси площади Павших Борцов было выстроено четырёхэтажное общежитие крайисполкома в конструктивистском стиле. 21 марта 1932 года был взорван Александро-Невский собор. Прилегавший к нему Гоголевский сад был расширен и реконструирован, были разбиты клумбы, посажены деревья, установлены скамейки. В 1933 году, со старого места на оси улицы Московской, в сад был перенесён памятник-обелиск защитникам красного Царицына.
В 1934 году по проекту П. Калиниченко и И. Иващенко был надстроен двумя этажами дом Красной армии (бывший дом Яблокова), а в 1935 году построена крупнейшая гостиница города «Большая сталинградская» на 230 номеров (Маслов, Ф. Дюженко, В. Кочедамов), а также гостиница «Интурист» и административно-жилое здание Облместпрома (Легпрома) по проектам В. Кочедамова и И. Иващенко. Эти здания также были спроектированы в конструктивистском стиле, со строгими линиями фасадов и большими площадями остекления.
В 1936 году по проекту В. Степанова была завершена реконструкция здания Главпочтамта (до революции принадлежавшего купцу А. А. Репникову), после которой в нём разместились учреждения Наркомтяжпрома и Пищепрома, а позже были оборудованы образцовые магазины «Мясо», «Рыба» и «Табак». Годом позже на пересечении улиц Ломоносовской и Первомайской было введено в эксплуатацию здание Крайисполкома по проекту архитектора И. Иващенко, также построенное в стиле конструктивизма и уравновесившее северо-западную сторону площади Павших Борцов. Завершилось формирование довоенного ансамбля площади Павших Борцов в 1938 году, когда по проекту М. Цубиковой, И. Иващенко и А. Чекулаева был возведён Центральный универмаг.
В целом, предвоенный ансамбль площади в архитектурном отношении был довольно разнообразен: с одной стороны, сохранялась застройка кирпичного стиля, с другой — появились здания в стиле конструктивизма. Кроме того, архитектурный ансамбль дополняли реконструированные здания, надстроенные над бывшими купеческими особняками. Всего за этот период было построено 8 новых зданий и реконструировано 4 старых здания царицынского периода.

### Сталинградская битва
В период Сталинградской битвы площадь стала ареной ожесточённых боёв. С 15 по 27 сентября 1942 года на площади держали оборону бойцы 13-й гвардейской дивизии
К январю 1943 года немцы превратили площадь в главный опорный пункт южной группы войск Паулюса. Прилегающие к ней здания и улицы: Краснознаменская, Сурская, Ломоносовская — были серьёзно укреплены, а когда в подвале универмага расположился штаб 6-й армии, командование окружённых войск ещё более усилило обороняющиеся гарнизоны.
30 января 1943 года части 38-й мотострелковой бригады под командованием полковника И. Д. Бурмакова преодолели огневое сопротивление немецких войск на прилегающих к площади улицах, и к утру 31 января вышли на площадь Павших Борцов и овладели зданиями драмтеатра имени Горького и обкома ВКП(б). К этому же времени, под ударами войск 62-й армии пали узлы сопротивления немцев в городском саду и железнодорожном вокзале. Несмотря на окружение, немцы продолжали сопротивляться. Тогда по зданию универмага, где располагался штаб Паулюса, был открыт огонь из пушек и миномётов. Одновременно с обстрелом, советским бойцам удалось приблизиться и блокировать здание, вынудив Паулюса пойти на переговоры.
Первыми прошли в штаб 6-й армии и провели предварительные переговоры о капитуляции южной группировки немецких войск офицеры 38-й бригады Ф. М. Ильиченко, Н. Ф. Гриценко и А. И. Межирко, а к девяти часам утра прибыли начальник штаба 64-й армии И. А. Ласкин, командир 38-й мотострелковой бригады И. Д. Бурмаков и ещё несколько офицеров, которые и завершили переговоры.
4 февраля на площади Павших Борцов состоялся торжественный митинг, посвящённый разгрому немецко-фашистских войск под Сталинградом. Во время своего выступления, секретарь областного комитета партии и председатель городского комитета обороны А. С. Чуянов, показывая на развалины города, сказал: «В боях с ненавистным врагом — немецко-фашистскими захватчиками — наш город превращён в груды развалин. Сегодня мы клянёмся нашей Родине, партии и правительству, что мы возродим наш любимый город!».

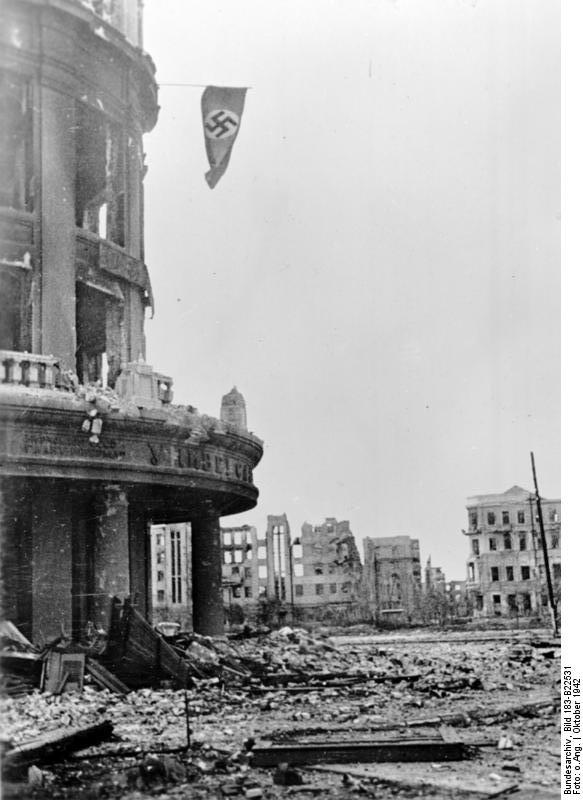
Флаг нацистской Германии над входом в Универмаг
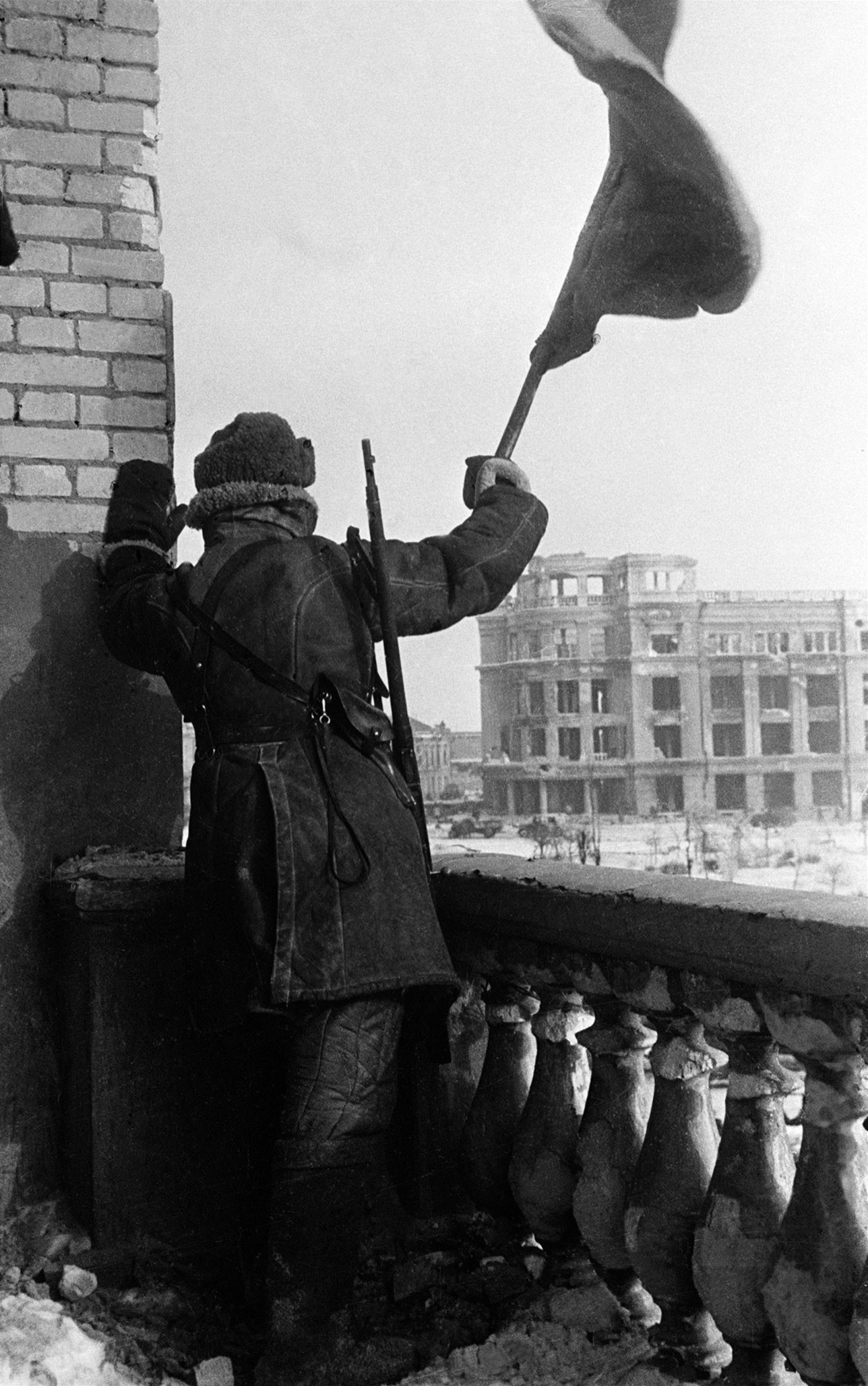
Водружение Красного знамени над площадью
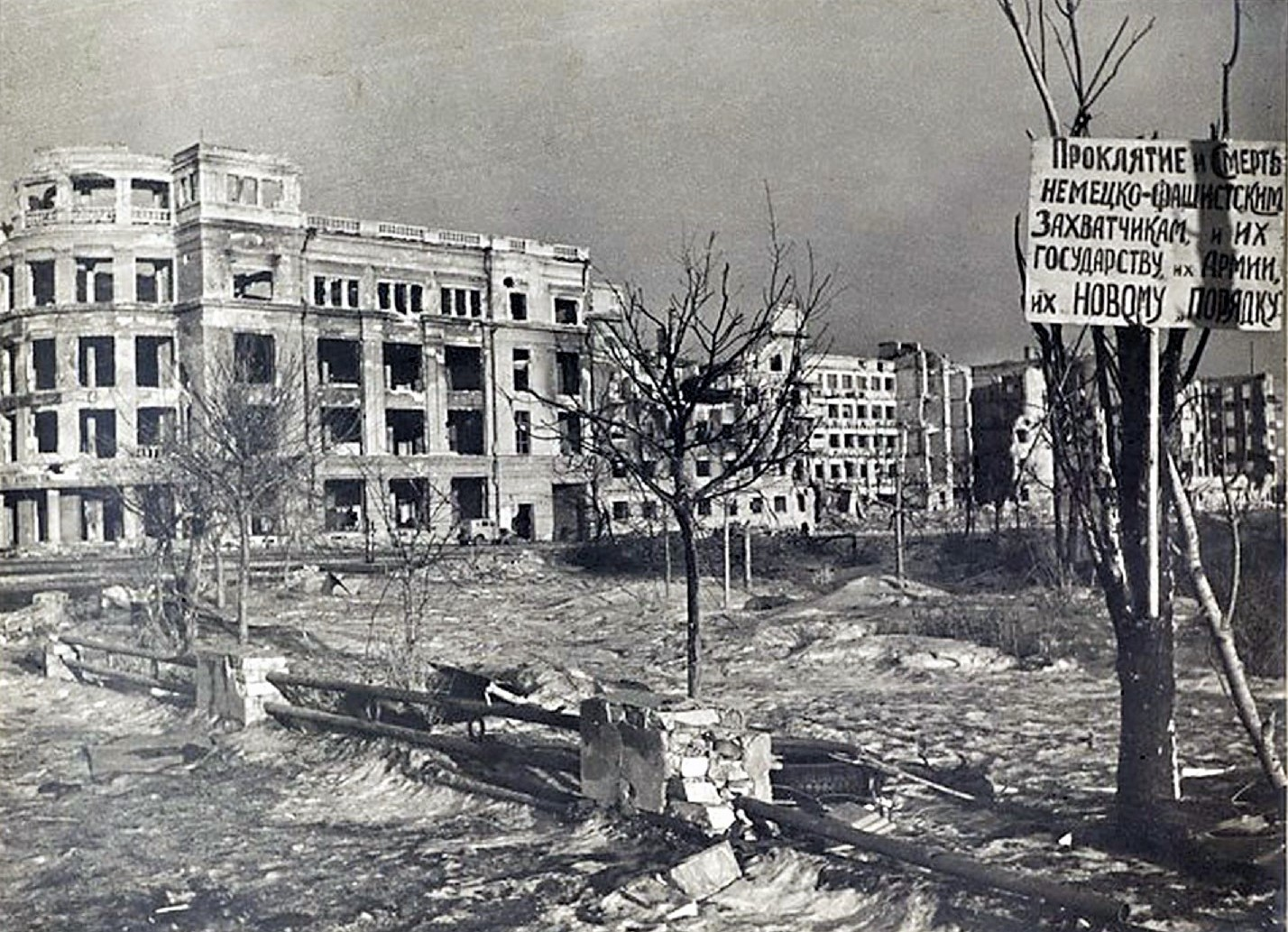
Разрушения после Сталинградской битвы

### После войны
После войны широким фронтом велось проектирование и строительство объектов, составляющих центр города. Особое внимание при этом уделялось площади Павших Борцов, разработка проекта которой велась начиная с 1945 года. Первоначально, на участке, занимаемом современными зданиями Медицинского университета и гостиницы «Волгоград», планировалось строительство монументального дома Советов, однако два всесоюзных конкурса на лучший его проект не принесли удовлетворительных результатов, и место строительства дома Советов было решено перенести на север площади, где в настоящее время расположен Александро-Невский собор. В связи с проектированием ряда объектов — областной партийной школы, коммунальной гостиницы (ныне гостиница «Волгоград»), гостиницы «Интурист» — было решено остановиться на симметричной композиции площади и на характере архитектуры формирующих её зданий.
Первым в послевоенном ансамбле площади Павших Борцов стало построенное в 1951 году здание партийной школы. В 1956 году была сооружена гостиница «Волгоград», а годом позже — гостиница «Интурист» и административное здание Гидростроя. В это же время были реконструированы обелиск братской могилы и сквер, таким образом ансамбль площади был завершён. Тем не менее, изменения в застройку вносились и позже: в 1964 году был реконструирован выходящий на площадь фасад Центрального универмага, а в 2021 году в затрибунной части площади, на месте планировавшегося в советское время дома Советов, завершилось возведение копии взорванного в 1932 году Александро-Невского собора.

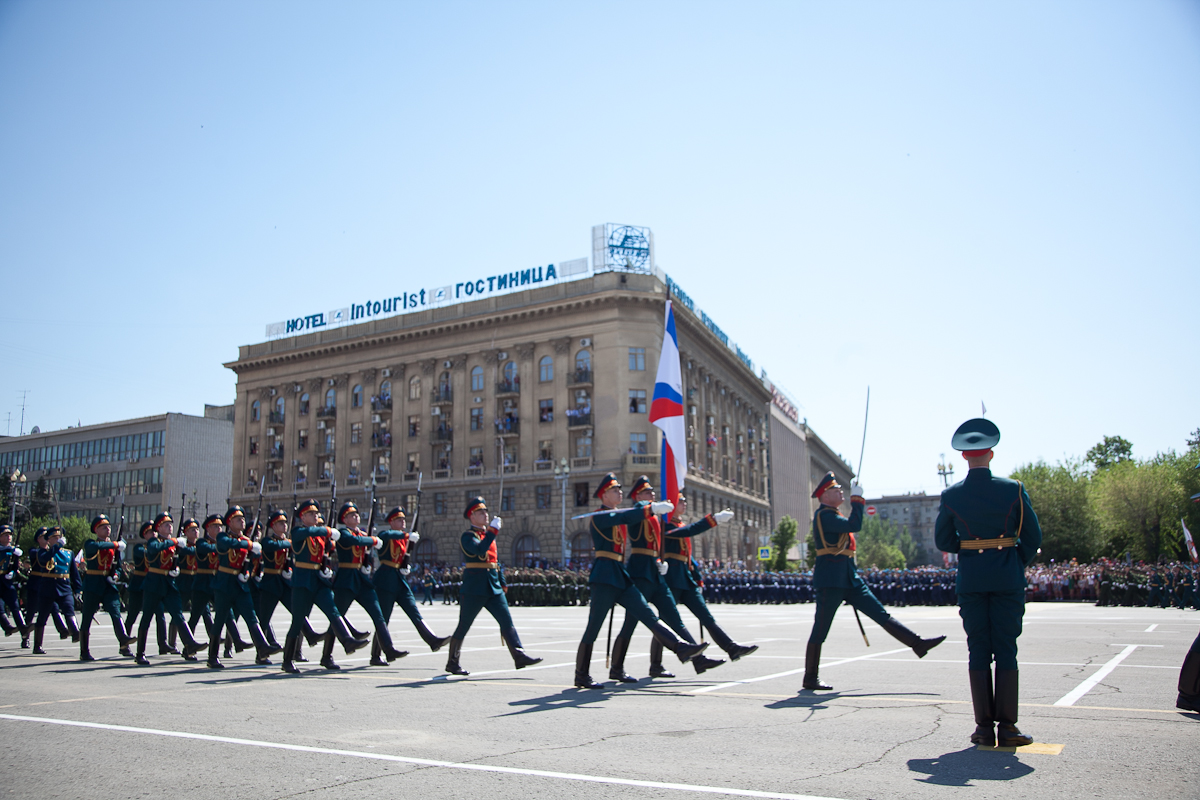
Парад в честь дня Победы

В целом, в результате послевоенной реконструкции планировка площади Павших Борцов в основном сохранила свои очертания, однако была несколько расширена в сторону железнодорожного вокзала, когда были снесены руины зданий, располагавшихся в северной части площади — в районе нынешнего Александровского сада. На месте разрушенной гостиницы «Большая Сталинградская» построили Главпочтамт, также были снесены здания на южной стороне площади, уступив место Аллее Героев. Кроме того, изменился сам архитектурный облик застройки: почти все здания были спроектированы иными, чем их предшественники, за исключением восстановленного здания Центрального универмага и, в меньшей степени, Дома коммуны, на фундаментах которого возведена гостиница «Волгоград». Современная длина площади составляет около 270 м, ширина в разных её частях варьируется от примерно 120 м до 260 м.
Площадь Павших Борцов является местом для проведения различных мероприятий: на новогодние праздники устанавливается главная ёлка города и размещаются аттракционы, 2 февраля и 9 мая на площади проходят парады, время от времени проводятся концерты, митинги, демонстрации.

## Схема площади
1 — Главпочтамт
2 — Гостиница «Интурист»
3 — Универмаг
4 — Здание Гидростроя
5 — Обелиск и Вечный огонь
6 — Тополь, переживший Сталинградскую битву
7 — Могила трёх героев
8 — Часовня Александра Невского
9 — Медицинский университет
10 — Гостиница «Волгоград»
11 — Новый экспериментальный театр
12 — Памятник Александру Невскому
13 — Александро-Невский собор и Александровский сад

## Ансамбль площади

### Главпочтамт (улица Мира, 9)

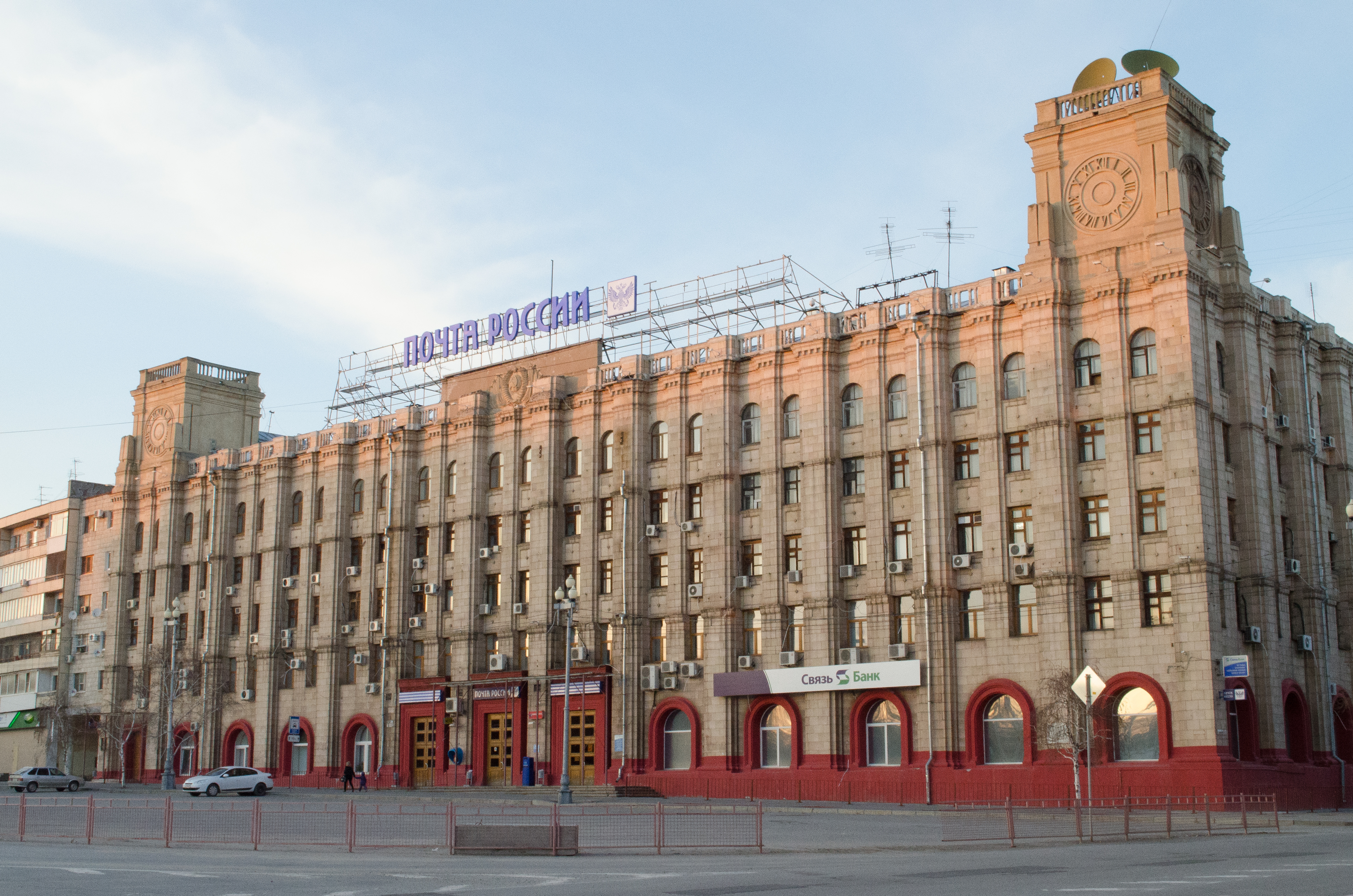
Главпочтамт

Здание почтамта пятиэтажное, выполнено из кирпича, в плане имеет Г-образную форму: северо-восточный фасад замыкает площадь Павших Борцов, а юго-восточный выходит на улицу Мира, оба главных фасада облицованы силикатной плиткой. Здание оригинально по своему архитектурному решению, так как оно сочетает черты как готической так и классической архитектуры.
Фасад, выходящий на площадь решён симметрично, ось симметрии фиксируется входным порталом и высоким парапетом на крыше, декорированным государственным гербом СССР. Пластика фасадов строится на метрическом повторе через каждые два окна профилированных пилястр сложного абриса. Крупные детали трёх входов и портальное решение окон первого этажа придают зданию монументальность. Углы здания на уровне крыши зафиксированы симметрично расположенными башнями кубической формы, имитирующими часы. Первоначальным проектом в этих башенках предусматривалась установка часового механизма, но на строящемся в то же время поблизости здании железнодорожного вокзала уже был смонтирован часовой механизм; в целях экономии средств, от часов на главпочтамте было решено отказаться.
Автором проекта стал лауреат Сталинской премии Е. И. Левитан. Строительство Дома связи было начато в 1953 году, а 30 июня 1955 года было окончено, и госкомиссия установила, что здание пригодно к эксплуатации. Здание Главпочтамта является памятником архитектуры и градостроительства регионального значения:№ 284.

### Гостиница «Интурист» (улица Мира, 14)

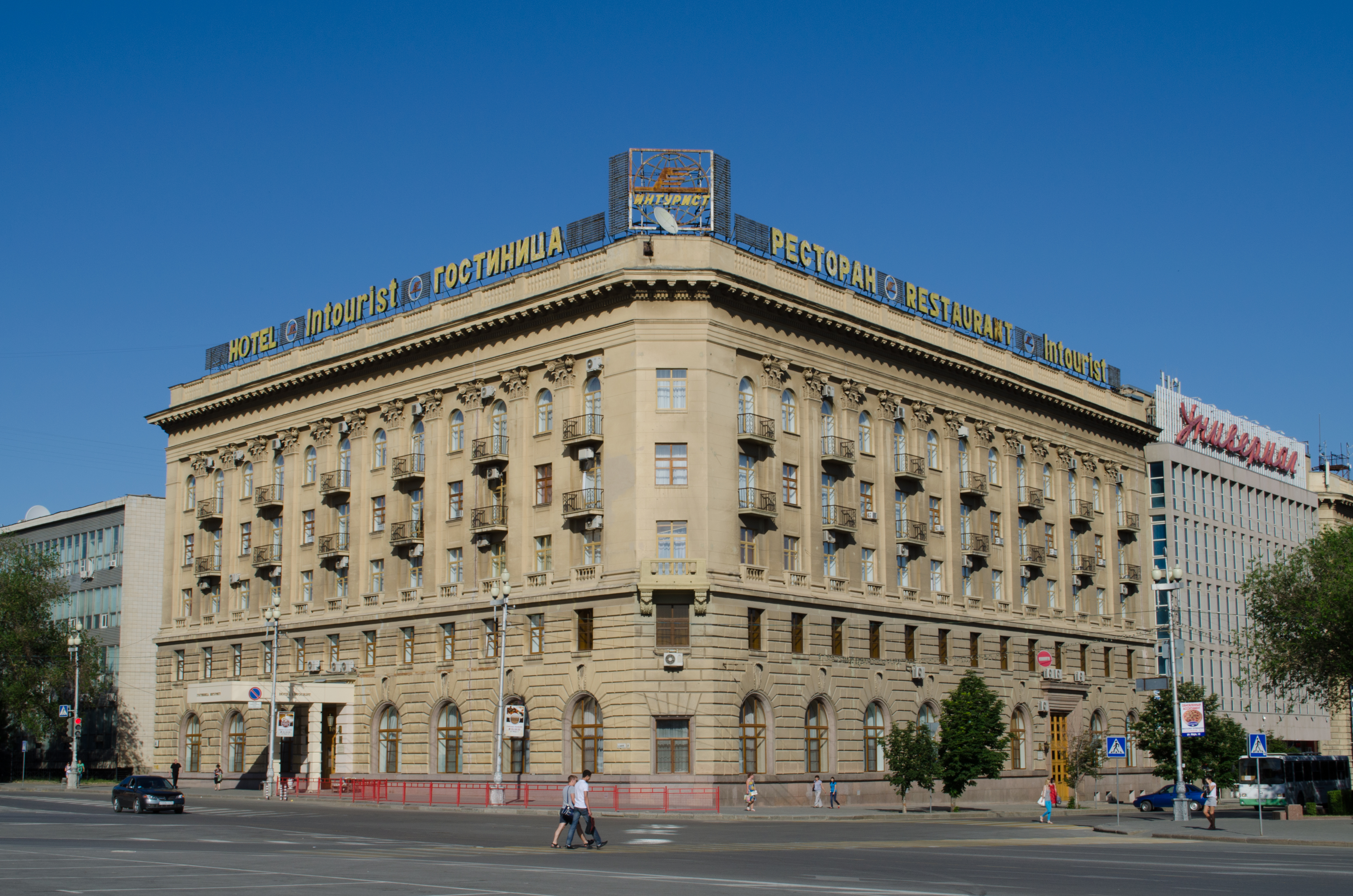
Гостиница «Интурист»

Здание гостиницы «Интурист» расположено на углу улицы Мира и площади Павших Борцов, что определило Г-образную форму плана. Скошенный угол здания решён в одну ось. Архитектура выдержана в неоклассическом стиле середины 1950-х годов. В отделке широко использованы элементы классической ордерной системы и лепные украшения: пилястры, парапет с балюстрадой по верху венчающего карниза, бендлеты, лепнина в виде листьев аканта. Фасады разбиты на два яруса, нижний — рустован. В здании предусмотрены два равноценных входа — с площади Павших Борцов и с улицы Мира. Оба входа оформлены как отдельные порталы.
Проект гостиницы разработан институтом «Сталинградпроект», автор — архитектор Б. Г. Гольдман. Строительство начато в мае 1953 года строительным управлением «Сталинградстрой». Здание было принято в эксплуатацию 25 декабря 1957 года, а на следующий день состоялось его торжественное открытие. Здание гостиницы «Интурист» является памятником архитектуры и градостроительства регионального значения:№ 295.

### Универмаг (площадь Павших Борцов, 2)

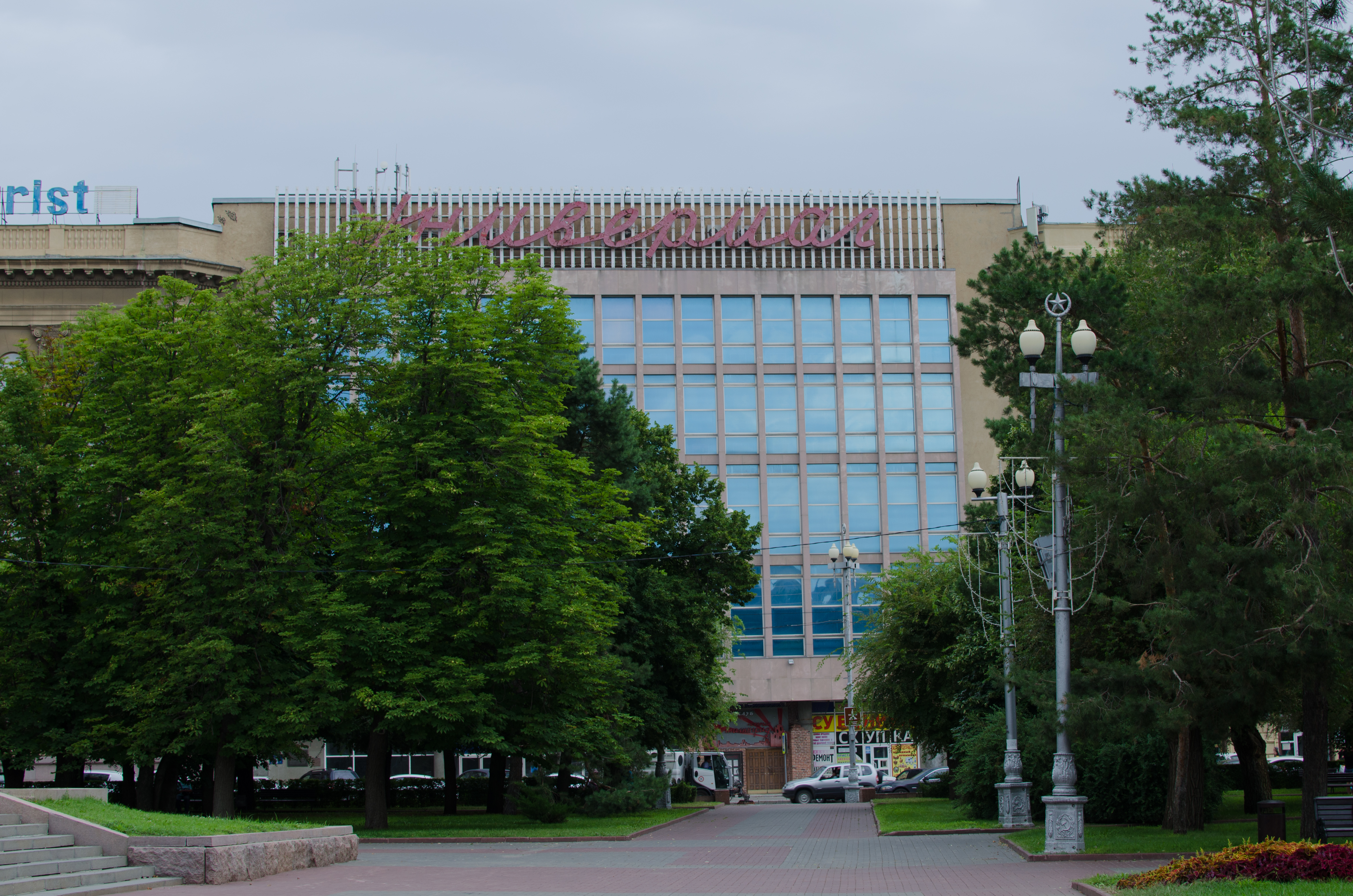
Центральный универмаг

Здание волгоградского центрального универмага построено в 1937 году по проекту архитектора М. П. Цубиковой. 4-этажное, Л-образное в плане здание, занимало важное место в застройке довоенной площади Павших Борцов, создавая главный ориентир в плане и силуэте центра Сталинграда. Скруглённый угол на пересечении площади Павших Борцов и улицы Островского являлся центром композиции, там же размещался главный вход в магазин, просуществовавший до 1965 года.
23 августа 1942 года, во время массированной бомбардировки Сталинграда, верхний этаж здания был разрушен. В январе 1943 года в подвале универмага располагался штаб командующего 6-й армией Фридриха Паулюса. В этом же подвале 31 января фельдмаршал был взят в плен бригадой И. Д. Бурмакова.
В ходе Сталинградской битвы здание значительно пострадало, но в 1949 году было восстановлено по проекту архитектора И. К. Белдовского. Фасад здания, а также основное планировочное решение были восстановлены в прежнем виде, однако ввиду постройки в 1957 году зданий Гидростроя и гостиницы «Интурист», закрывшей фасад ЦУМа, а также общей послевоенной перепланировки площади, линия фасада универмага стала «выламываться» из общего плана. В 1964 году, в целях завершения застройки площади Павших Борцов, по проекту архитекторов Е. И. Левитана и Б. Г. Гольдмана к зданию универмага со стороны площади была сделана выровнявшая общую линию фасадов пристройка в виде пятиэтажного здания из стекла и бетона, общим карнизом примыкающая к зданиям Интуриста и Гидростроя; со стороны улицы Островского фасад универмага сохранился в первоначальном виде.
Здание волгоградского универмага является памятником истории федерального значения, а также памятником архитектуры и градостроительства регионального значения:№ 362.

### Здание Гидростроя (проспект Ленина, 15)

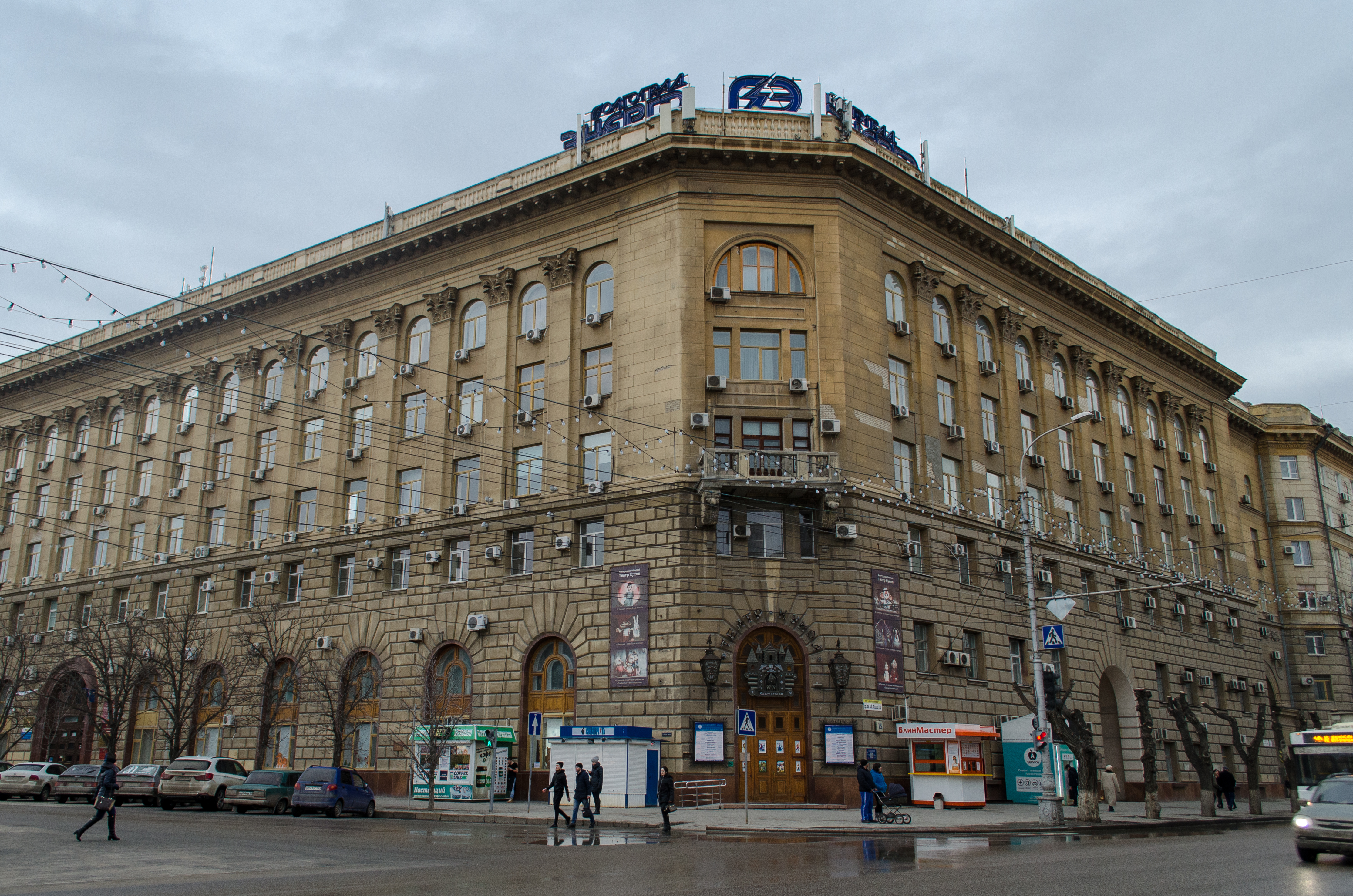
Здание Гидростроя

Административное здание «Гидростроя» построено в 1957 году по проекту архитектора Е. И. Левитана. Как у других построек, обрамляющих с северной и южной стороны сквер в центре площади, архитектура здания решена в виде венчающей части высотой в два этажа с ритмичным рядом пилястр коринфского ордера, поднятой на высокую, в три этажа, рустованную стену. Здание является памятником архитектуры и градостроительства регионального значения:№ 320.
С 1956 года помещение на первом этаже занимает Волгоградский областной театр кукол.

### Сквер

Нулевой километр Волгоградской области

Сквер, занимающий часть площади Павших Борцов сформирован на месте царицынского Гоголевского сквера, который был разбит перед Александро-Невским собором в сторону железнодорожного вокзала. После сноса собора сквер был расширен и распланирован по-новому. Сквер обрамляет братские могилы павших героев Царицына и Сталинграда, расположенные на оси всей эспланады. Он разбит по канонам паркового стиля с широкой главной аллеей с цветником посередине и завершается памятником-обелиском участникам Гражданской и Великой Отечественной войн. На боковых диагональных дорожках сквера организованы места для отдыха жителей и гостей города.
На выходе из сквера со стороны Александро-Невского собора расположен знак нулевого километра автодорог Волгоградской области, установленный в 1999 году. Знак выполнен из гранита, вмещённого непосредственно в покрытие тротуара, и представляет собой компасный указатель четырёх сторон света.
Над братской могилой стоит гранитный обелиск, которым увековечена память погибших в Гражданской войне защитников Красного Царицына и память советских солдат, павших во время Сталинградской битвы. Первый обелиск на братской могиле защитников Царицына был сооружён из кирпича ещё до войны, после взятия Царицына Красной армией. В 1933 году, после сноса Александро-Невского собора, памятник, располагавшийся на оси бывшей улицы Московской был перенесён на новое место, где находится по сей день.

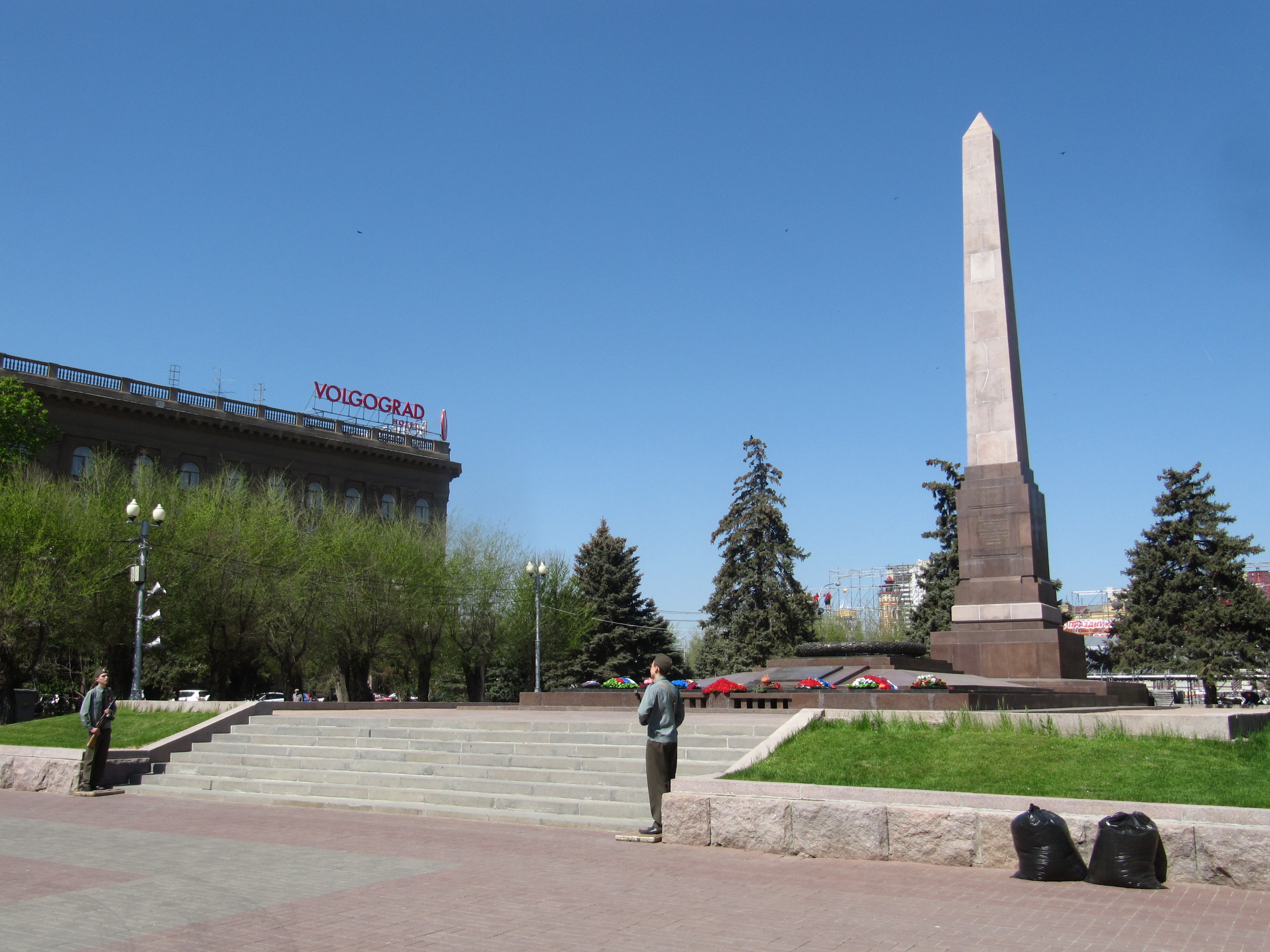
Памятник-обелиск защитникам Сталинграда и Красного Царицына
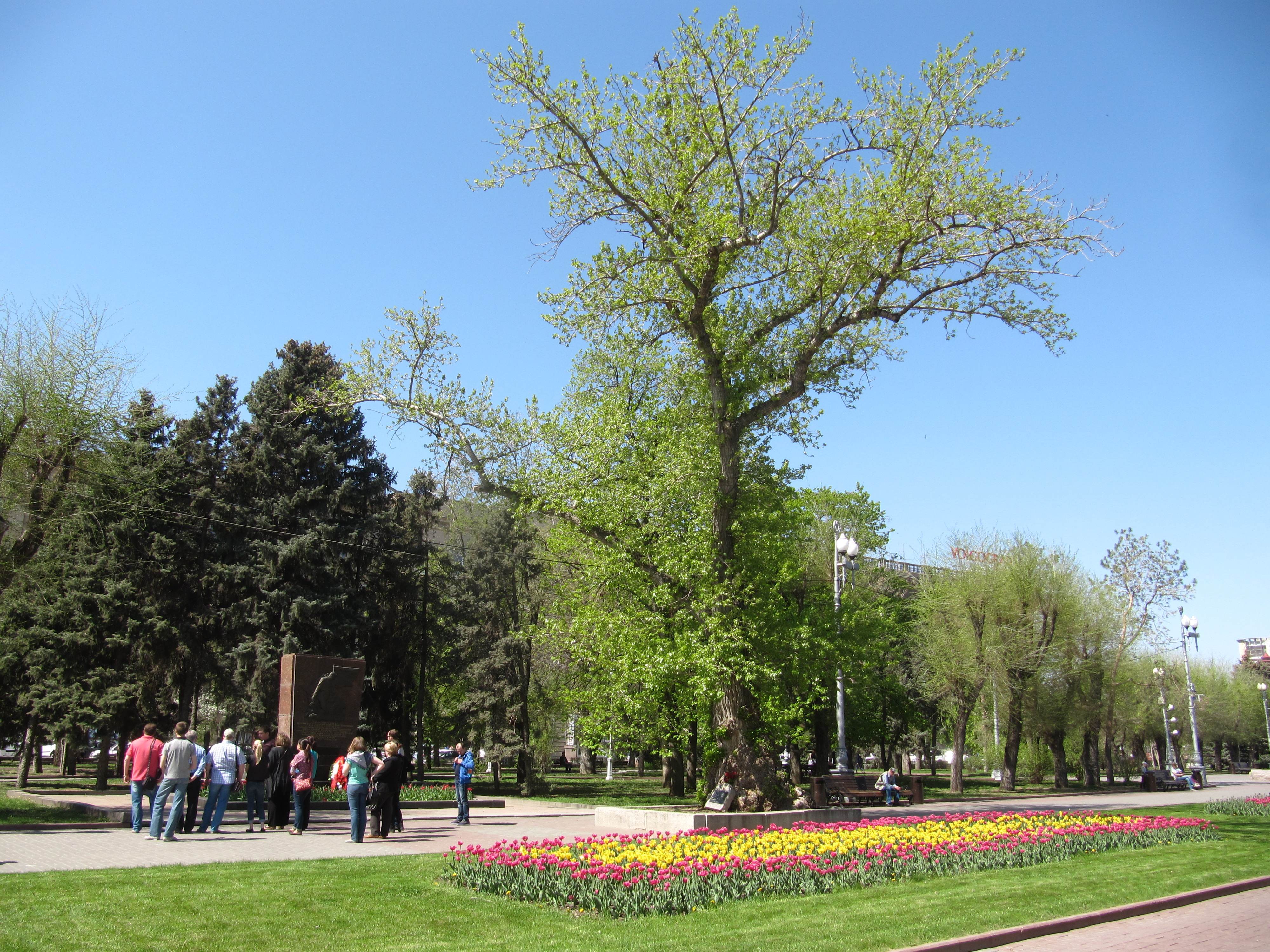
Тополь, переживший Сталинградскую битву
Памятник на братской могиле

По окончании Сталинградской битвы в братской могиле рядом с обелиском защитникам Красного Царицына было захоронено свыше ста человек — воинов 62-й и 64-й армий, погибших в ходе боёв за площадь. Свой нынешний вид памятник, объединяющий захоронения погибших в двух войнах, приобрёл в апреле 1957 года в результате реконструкции по проекту архитектора В. Е. Шалашова. Памятник представляет собой железобетонные конструкции, облицованные красным гранитом и состоит из обелиска высотой 26 метров и надгробной гранитной площадки, откосы которой выложены дёрном. На стволе обелиска имеются надписи «Здесь похоронены героические защитники Красного Царицына, зверски замученные белогвардейскими палачами в 1919 году» с одной стороны, и «Пролетариат Красного Царицына — борцам за свободу» с другой. 

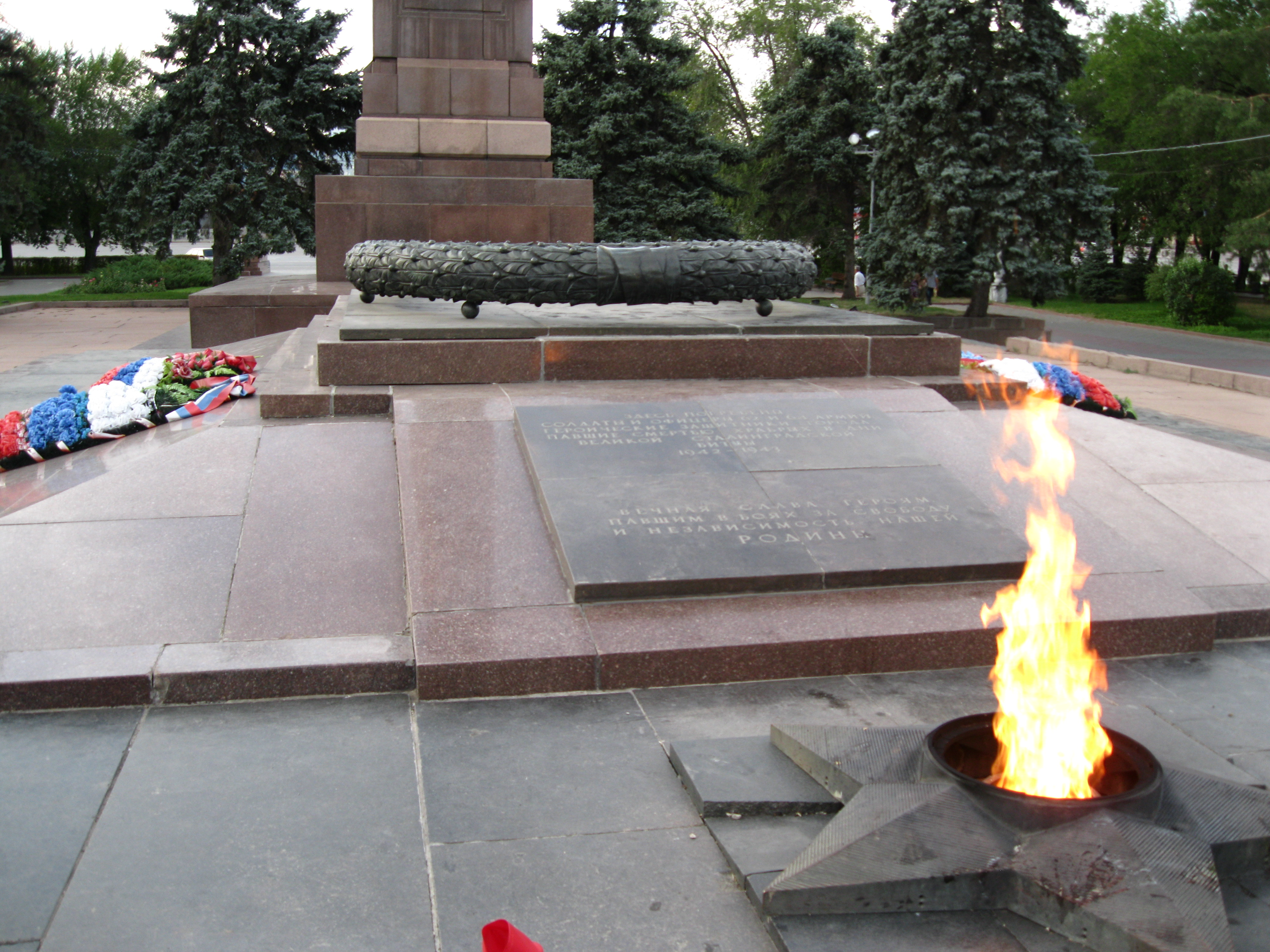
Вечный огонь

На общем с обелиском гранитном основании расположен памятник защитникам Сталинграда, представляющий собой бронзовый лавровый венок. Также на гранитной плите значится ещё один текст: «Здесь погребены солдаты и офицеры 62-й и 64-й армий — героические защитники города, павшие смертью храбрых в дни Великой Сталинградской битвы 1942—43 гг. Вечная слава героям, павшим в боях за свободу и независимость нашей Родины».
В канун празднования 20-й годовщины Сталинградской битвы, 1 февраля 1963 года на братской могиле был торжественно открыт Вечный огонь: Герой Социалистического Труда И. П. Стрижёнок зажёг от искры генератора Волжской ГЭС факел, который в форме эстафеты был доставлен на площадь спортсменами, а Герои Социалистического Труда сталевар А. Ф. Серков и строитель В. В. Рудницкий от этого факела зажгли Вечный огонь. Перед Вечным огнём располагается созданный в 1965 году Пост № 1, на котором почётный караул несут школьники. Братская могила с обелиском и Вечным огнём является памятником истории федерального значения.

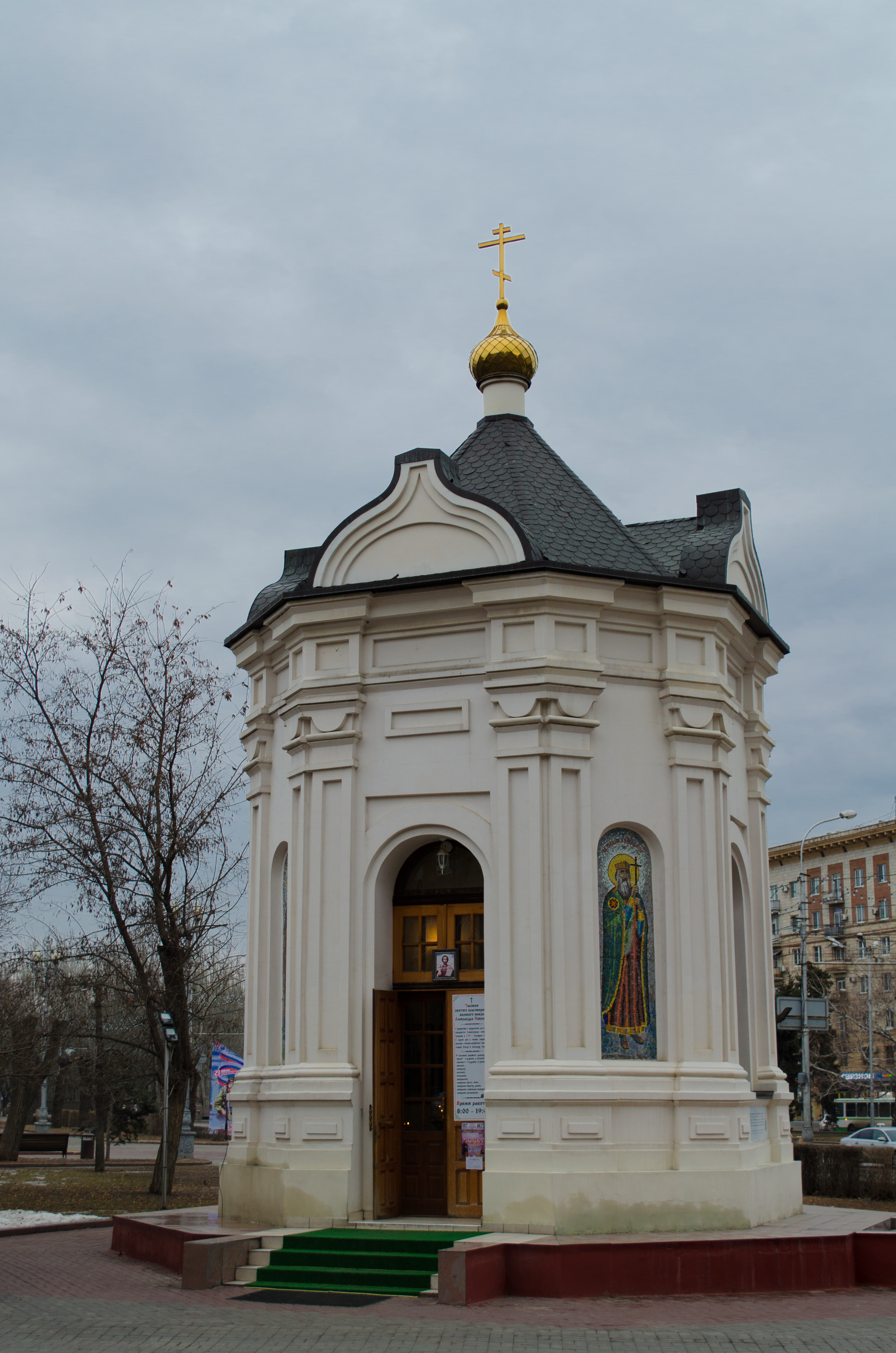
Часовня Александра Невского

Рядом с братской могилой в сквере располагается известный тополь, который, согласно официальной версии, пережил Сталинградскую битву. В 1975 году возле выжившего тополя была установлена гранитная мемориальная доска, на которой высечено: «Тополь этот пронёс жизнь свою через битву великую».
В южной стороне сквера находится ещё одна братская могила защитников Сталинграда, которую венчает вертикальная стела из красного и чёрного гранита с бронзовым барельефом, изображающим коленопреклонённого воина, целующего знамя и дающего клятву отомстить за смерть товарищей. Авторы памятника — ленинградский скульптор И. И. Петин и волгоградский архитектор Е. И. Левитан. Ниже барельефа высечена мемориальная надпись «Здесь похоронены погибшие в боях с немецко-фашистскими захватчиками при защите Сталинграда славный сын испанского народа, Герой Советского Союза, командир пулемётной роты гвардии капитан Ибаррури Рубен Руис, Герой Советского Союза лётчик-майор Каменщиков В. Г. и посмертно награждённый орденом Ленина артиллерист капитан Фаттяхутдинов Х. Ф.». Воинское захоронение и мемориал над ним являются памятником истории федерального значения.
В 1882 году в память об императоре Александре II на деньги, пожертвованные гражданами и городом, была сооружена кирпичная восьмигранная часовня в русском стиле, завершённая невысоким шатром с главкой. С 1883 года часовня находилась в заведовании причта Успенского собора. Снесена в 1920-х годах. Вновь была построена в 2005 году в первоначальных формах несколько в стороне от прежнего места, у места разрушенного в 1932 году Александро-Невского собора.

### Медицинский университет (площадь Павших Борцов, 1)

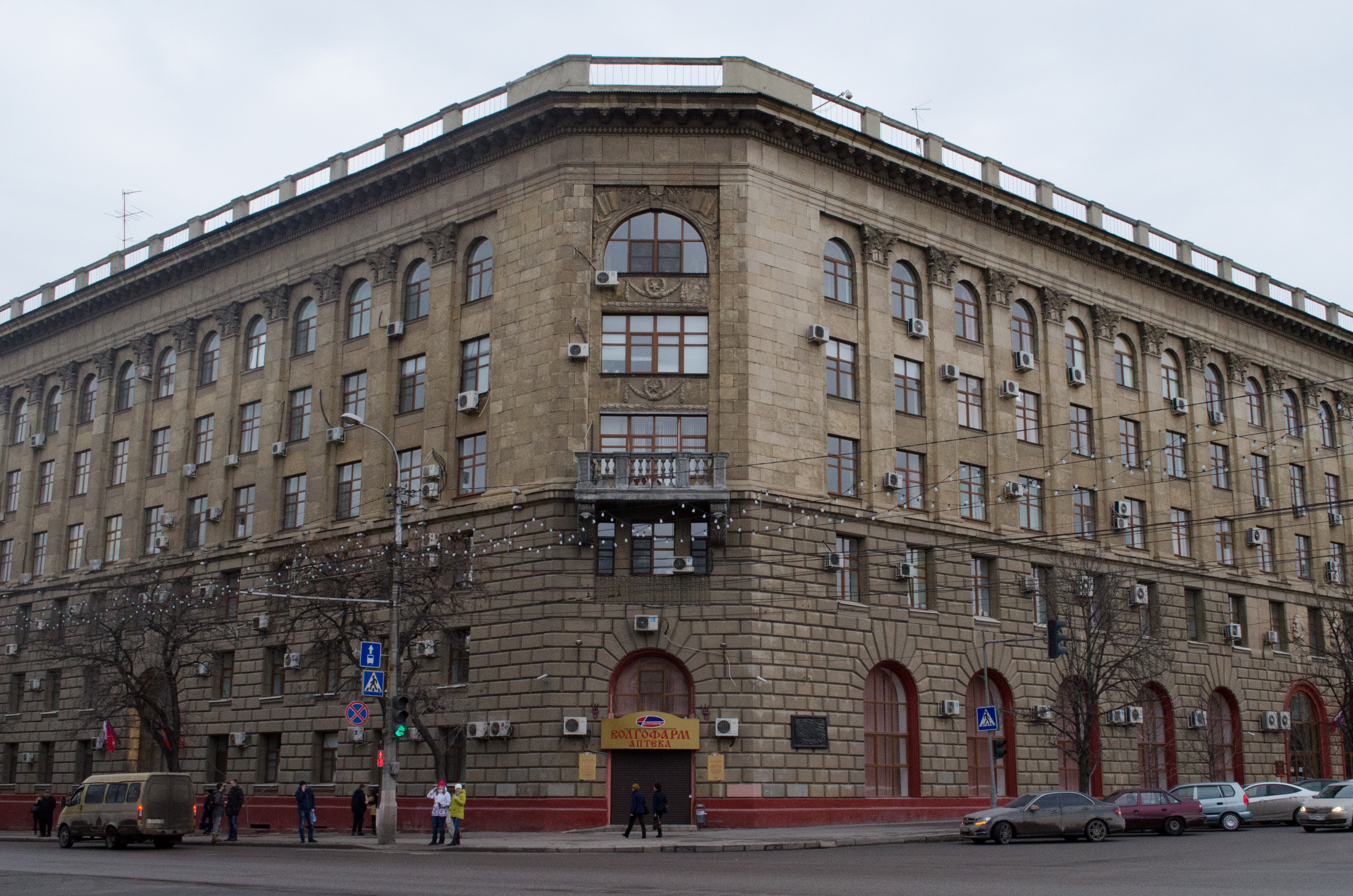
Вид на здание медуниверситета со стороны аллеи Героев

До революции на месте современного здания медицинского университета располагались деревянная пожарная каланча и дом купцов Казеевых. В начале 30-х годов вся южная сторона площади подверглась масштабной реконструкции, в результате которой здания пожарной охраны и дома Казеевых были снесены, а на их месте был возведён Дом Лётчиков.
В ходе Сталинградской битвы Дом Лётчиков был практически полностью разрушен. В середине 40-х годов на его месте (как и на месте стоявших рядом бывших «Столичных номеров») планировалось строительство огромного здания Сталинградского Дома Советов, в связи с чем вопрос о возможности восстановления Дома Лётчиков не рассматривался. Несмотря на проведённые конкурсы архитектурных проектов, ни один из них осуществлён не был, и планируемое место для Дома Советов было перенесено в западную часть площади, а на месте Дома Лётчиков в 1951 году было построено здание Высшей партийной школы, позже переданное медицинскому институту.
Став первым сооружением, возведённым на площади после войны, здание Высшей партийной школы определило тон застройки всей центральной части города в духе итальянских палаццо. Постройка имеет спокойный выразительный характер, архитектурная тема фасада основана на двухчастном членении: нижние два этажа глубоко рустованная стена с широкими аркообразными окнами, верхние три этажа — гладкая стена с небольшими по размеру и простыми по форме прямоугольными окнами, чередующимися с метроритмическими пилястрами коринфского ордера, на капителях которых изображены открытые книги. Особенностью здания являются арочные проёмы и карнизы большого выноса. Верх здания венчает парапет с балюстрадой. Главный вход со стороны площади выполнен в виде полуциркульной аркады, над которой размещены барельефы с портретами коммунистических деятелей. За разработку проекта здания, архитекторы Е. И. Левитан и В. Н. Симбирцев в 1951 году были удостоены Сталинской премии.
Здание медицинского университета является памятником архитектуры и градостроительства регионального значения:№ 363. Кроме того, установленная на здании университета мемориальная доска входит в предмет охраны памятника истории федерального значения — памятного места, «где войска Донского фронта под командованием генерал-полковника К. К. Рокоссовского завершили разгром Южной группы немецко-фашистских войск, окружённой в районе Сталинграда, и водрузили Красное знамя Победы».
У главного входа в здание университета установлен памятник пятаку, посвящённый студенческой примете о том, что пятак, положенный под пятку, помогает сдать экзамен на «отлично», а также памятный знак в честь медиков Царицына-Сталинграда-Волгограда, выполненный в виде двухметровой гранитной стелы в виде латинской буквы «V», напоминающей расколотое сердце, внутри которой находится «древо жизни», символизирующее добрые руки врача.

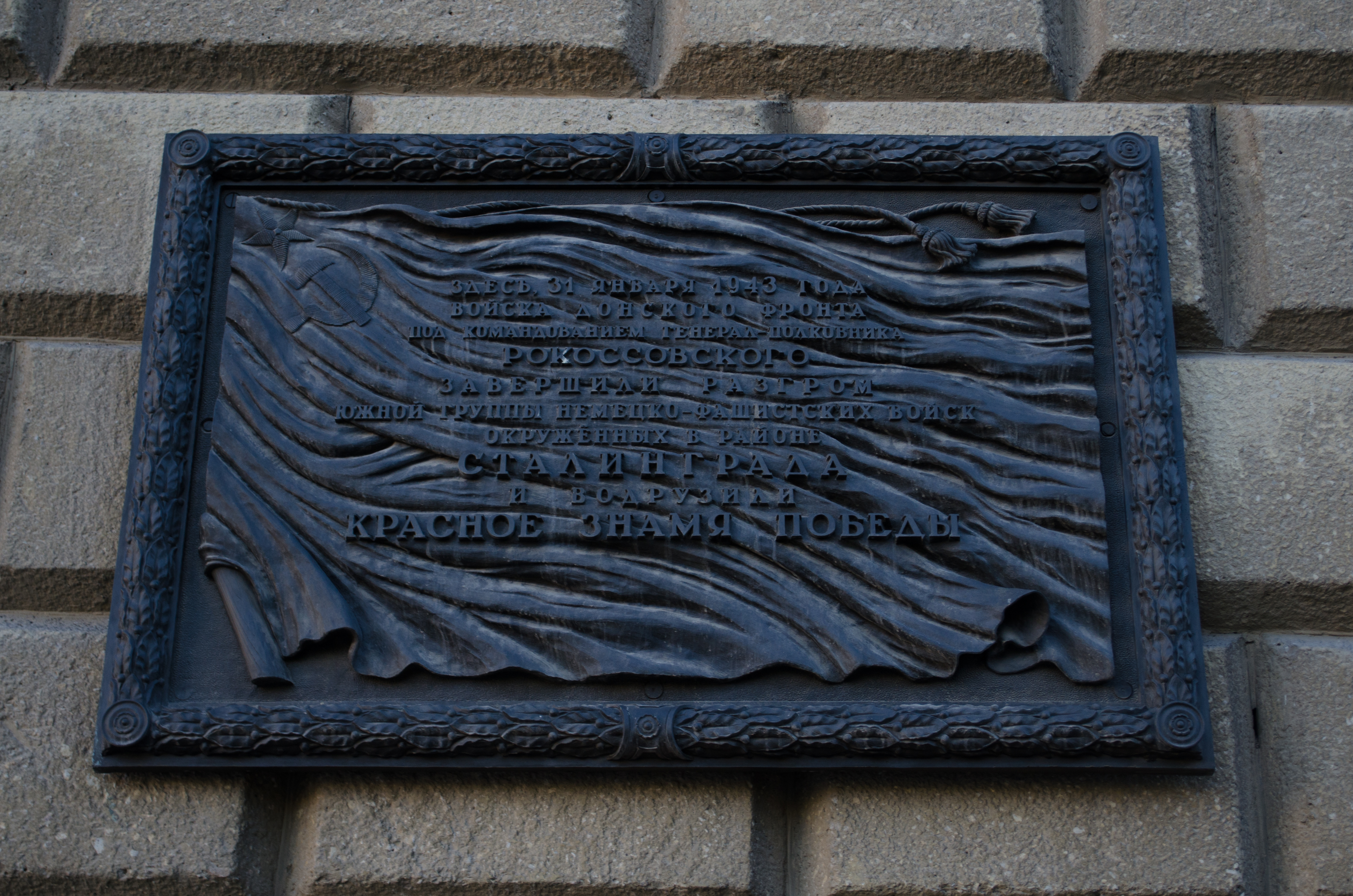
Мемориальная доска на здании университета
Памятник пятаку
Памятный знак в честь медиков Царицына-Сталинграда-Волгограда

### Гостиница «Волгоград» (улица Мира, 12)

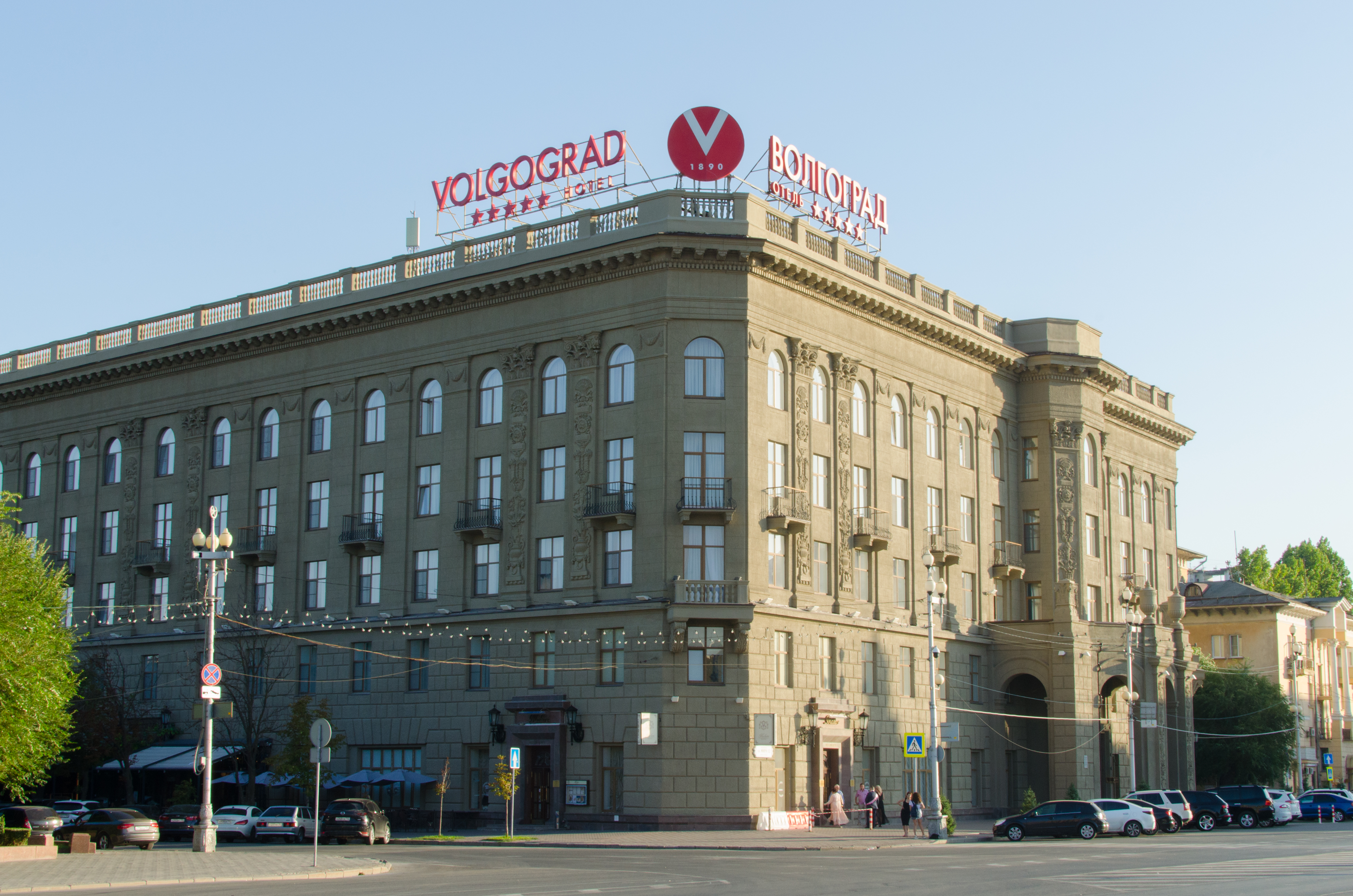
Гостиница «Волгоград»

В 1890 году на Александровской площади одним из крупнейших купцов Царицына Василием Ворониным была открыта гостиница «Столичные номера». Помимо гостиницы в здании располагались магазины, ресторан, актовый зал; в нём проводились литературные вечера, концерты, различные общественные мероприятия, собрания, работал театр, а с 1895 года также заседала царицынская биржа. С началом Первой мировой войны здание лучшей на тот момент гостиницы в городе было передано под лазарет для раненых солдат.
После революции в здании «Столичных номеров» размещался Чрезвычайный областной комитет по продовольствию и снабжению Юга России при Наркомпроде РСФСР, руководивший заготовками на юге России. Кроме того, в здании размещалась редакция газеты «Солдат революции». В июне 1918 года в здании жили и работали И. В. Сталин и Г. К. Орджоникидзе. В середине 30-х годов, в связи с нехваткой в городе жилых и служебных помещений, здание было надстроено четвёртым этажом и получило название «Дом Коммуны» или «Первый дом Советов». В ходе Сталинградской битвы здание гостиницы пострадало, однако полученные повреждения не привели к обрушению стен. Несмотря на возможность восстановления, было принято решение о сносе в связи с планировавшимся на этом месте строительством монументального Дома Советов; к моменту отказа от этого замысла строение уже было в основном разобрано.
В 1956 году было закончено строительство нового здания гостиницы «Сталинград» по проекту архитектора А. В. Куровского. При строительстве был использован фундамент «Столичных номеров», что обусловило точное совпадение его расположения с местом старого здания. Архитектурная тема фасада основана на двухчастном членении: нижние два этажа — глубоко рустованная стена, а верхние три — стена с ритмически расположенными окнами прямоугольной формы и богато декорированными пилястрами. Верх здания венчает карниз большого выноса и парапет с балюстрадой. Главный вход расположен со стороны улицы Мира и представляет собою колонный подъезд с пятью полуциркульными арками высотой в два этажа. Цоколь и вход в здание отделаны гранитом, углы здания срезаны.
В 1961 году вместе с городом гостиница была переименована в «Волгоград». Здание является памятником архитектуры и градостроительства регионального значения:№ 294, а также памятником истории регионального значения как «Здание гостиницы „Столичные номера“, где работал Чрезвычайный продовольственный комитет (ЧОКПРОД), руководивший заготовками на юге России»:№ 430.

### Новый экспериментальный театр (улица Мира, 5)
Здание Нового экспериментального театра было возведено в 1915 году по инициативе и на средства царицынского мецената Александра Репникова как Дом науки и искусств, в котором проводились лекции, имелись музыкальные классы, библиотека, краеведческий музей, давались любительские и профессиональные спектакли. Фасад здания, выходящий на Александровскую площадь представлял собою портал с лепным изображением лаврового венка, поддерживаемый четырьмя массивными колоннами; к парадному входу вела высокая гранитная лестница, а внизу стояли большие белые скульптуры львов. По бокам на фасаде размещались барельефные изображения на тему науки и искусства.
После революции в здание работал Царицынский городской совет рабочих, солдатских, крестьянских и казачьих депутатов; с 1918 года размещался театр. Во время Сталинградской битвы здание получило значительные повреждения, но было признано подлежащим восстановлению. Реконструкция была завершена в 1952 году по проекту архитектора Куренного с сохранением многих деталей оригинальной постройки. В то же время экстерьер здания претерпел серьёзные изменения: перед центральным входом появилась колоннада, которую венчают скульптуры трёх муз а центральный вход был значительно расширен. Внутри колоннады сохранился оригинальный фасад. Здание театра является памятником архитектуры и градостроительства регионального значения:№ 287, а также памятником истории регионального значения как «Место, где находился Царицынский исполнительный комитет Совета рабочих, солдатских, крестьянских и казачьих депутатов»:№ 432.

### Памятник Александру Невскому
24 февраля 2007 года, на площади был открыт памятник Александру Невскому — небесному покровителю Волгограда, широко почитавшемуся в дореволюционном Царицыне. Кроме того, до 1932 года на площади существовал крупнейший в Нижнем Поволжье храм, посвящённый этому святому. По задумке, памятник должен быть перенесён к зданию Александро-Невского собора после его восстановления в затрибунной части площади, в настоящее же время вокруг него организовано круговое движение автотранспорта.
Памятник представляет собой князя в ратном облачении, шагающего с боевым знаменем в правой руке, на котором запечатлён Спас Нерукотворный. Автор памятника — волгоградский скульптор, Заслуженный художник Российской Федерации Сергей Щербаков. Высота скульптуры — 3,2 метра, гранитного постамента — почти 4 метра.

### Затрибунная часть площади

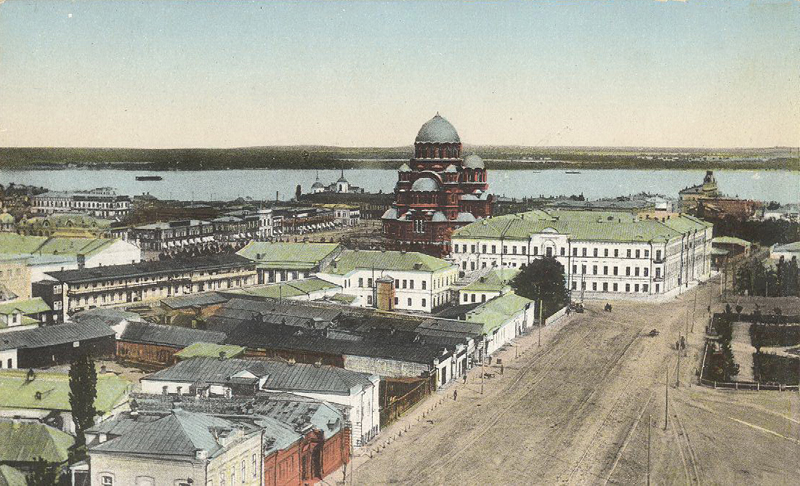
Александровская площадь в начале XX века, вид с пожарной каланчи. Слева виден 34-й квартал, в центре кадра — Александро-Невский собор на прежнем месте. Белое здание справа — гостиница «Столичные номера».

В Царицыне и довоенном Сталинграде на месте сквера, расположенного в затрибунной части площади Павших Борцов, располагался плотно застроенный квартал, носивший номер 34. Исторически, приблизительно на месте современных трибун располагался ряд одноэтажных деревянных зданий. С началом интенсивного роста города в конце XIX века практически все эти здания были снесены и на их месте выстроены новые, капитальные двухэтажные кирпичные дома, большинство из которых просуществовало до 1940-х годов. К моменту начала Сталинградской битвы на площадь выходили фасады пяти зданий: Дома Красной армии, общежития Облисполкома, Дома Военведа, жилого дома (бывшая аптека Забелина) и Облисполкома.
Во время войны здания 34-го квартала пострадали и после войны были снесены несмотря на возможность восстановления; на их месте планировалось построить монументальное высотное здание Дома советов, которое бы завершило композицию площади. После многочисленных конкурсов, в 1952 году Л. В. Руднев и В. О. Мунц разработали проект, по которому здание должно было располагаться точно по оси эспланады, ведущей от Волги. Проект во многом повторял композицию московских высоток и был практически «близнецом» Дворца культуры и науки в Варшаве. После смерти Сталина проекты строительства Сталинграда стали резко упрощаться и сворачиваться. На месте планировавшегося здания был разбит сквер, хотя от строительства Дома советов в затрибунной части площади ещё не отказывались: в 1970-х годах архитекторами Ю. Коссовичем, В. Масляевым, А. Лешукановым, А. Савченко и Г. Коваленко был разработан новый проект, однако и он в итоге воплощён не был. До начала 60-х годов за трибунами располагался памятник И. В. Сталину работы скульптора Н. В. Томского и архитектора И. Е. Фиалко, снесённый после развенчания культа личности.

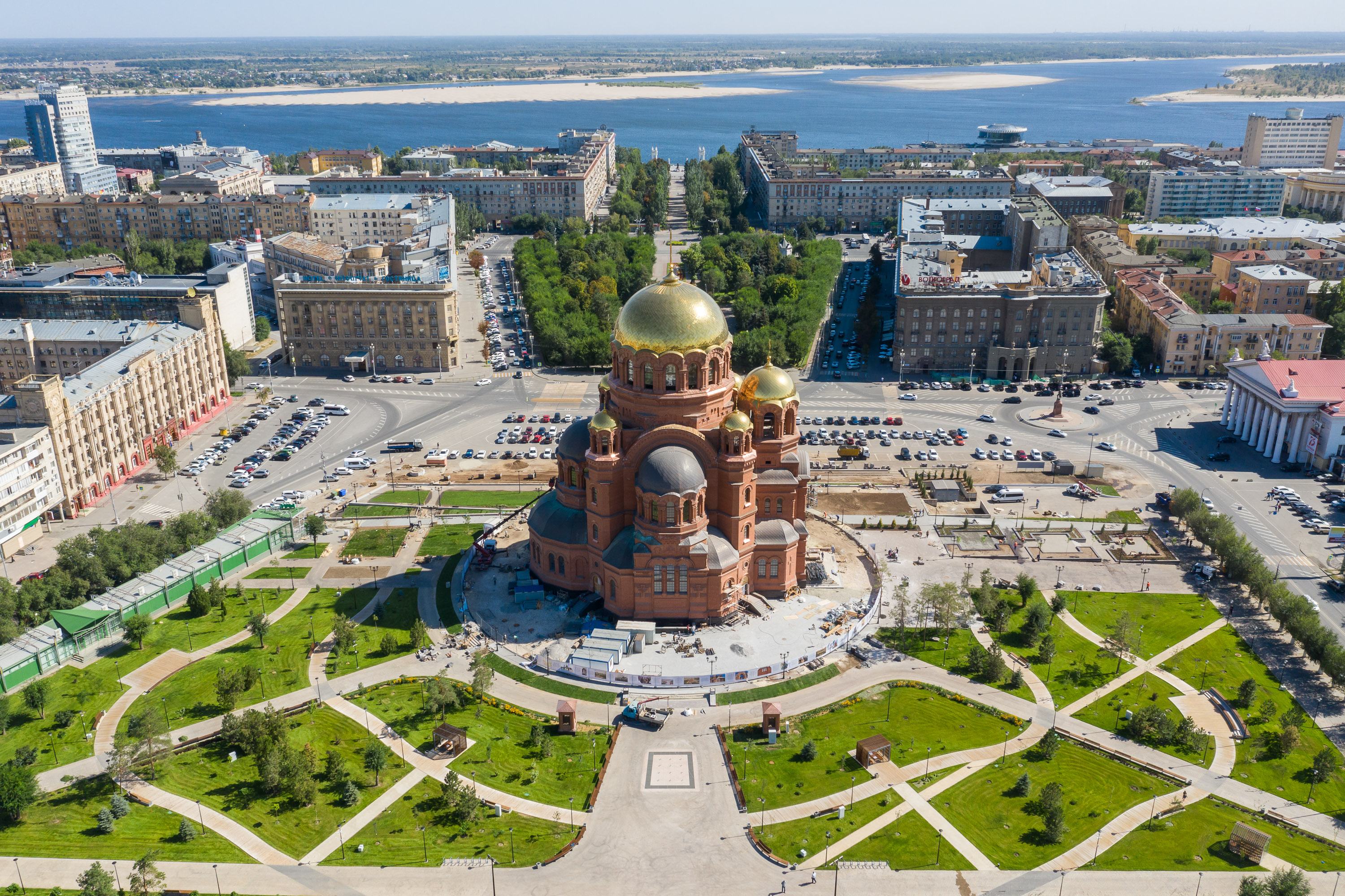
Вид на современный Александро-Невский собор в бывшем 34-м квартале, окружающий его Александровский сад и площадь

Ещё с начала нулевых годов появилась идея постройки на данном участке копии Александро-Невского собора, располагавшегося ранее на Александровской площади, но взорванного советской властью в 1932 году. В феврале 2016 года началось возведение храма. Строительство было завершено в 2021 году, в освящении вновь построенного собора принял участие патриарх Кирилл.
В июне 2020 года в ходе работ по благоустройству территории вокруг строящегося собора исторические гранитные трибуны на площади Павших Борцов были демонтированы, и в случае проведения парадов на их месте возводятся временные конструкции. В сентябре того же года после реконструкции в затрибунной части площади был открыт сквер, получивший название «Александровский сад».

## Площадь в культуре
- Один из романов Валентина Пикуля носит название «Площадь Павших Борцов»[85].
- Площадь Павших Борцов и силуэт непостроенного Дома Советов изображены на панораме в звёздном зале Волгоградского планетария[86].
- Боям за площадь посвящена одна из миссий в игре Red Orchestra 2: Heroes of Stalingrad[87].
- В игре Battlefield 1: In the Name of the Tsar на карте «Царицын» бои ведутся вокруг Александро-Невского собора[88].

## Транспорт
Площадь пересекает улица Мира, также к ней примыкают улицы Володарского и Гоголя, по всем трём осуществляется автомобильное движение.
Остановки общественного транспорта на самой площади Павших Борцов отсутствуют, однако в южной части она примыкает к проспекту Ленина — одной из центральных городских магистралей, отделяющей площадь от Аллеи Героев. В непосредственной близости от площади расположены следующие остановки общественного транспорта:
- «Комсомольская» и «Аллея Героев» (в сторону Ворошиловского района);
- «Центральный рынок» (в сторону Краснооктябрьского района);
- «Агентство Аэрофлота» (конечная, напротив Медуниверситета).

Ближайшие станции метротрама — Пионерская и Комсомольская. Кроме того, в четырёхстах метрах от площади расположен вокзал Волгоград I, обслуживающий поезда дальнего следования и пригородные поезда.

### Комментарии
1. ↑  Названием «Площадь Народных Демонстраций» в советских источниках обозначалась заасфальтированная площадка перед трибунами, тогда как название площадь Павших Борцов относилась только к скверу. В современных источниках площадью Павших Борцов именуются обе её части.
2. ↑  Перечислены от улицы Гоголя к улице Володарского.